# 이브라힘 아부드
이브라힘 아부드(아랍어: إبراهيم عبود, 1900년 10월 26일 수단 홍해 주 ~ 1983년 9월 8일 수단 하르툼)는 수단의 군인, 정치인이다.
제2차 세계 대전에서 이집트, 이라크 진영에 참전한 경력을 갖고 있다. 1949년에는 수단군 부사령관으로 임명되었으며 1954년에는 수단군 보조 총사령관을 역임했다. 1958년 11월에 일어난 군사 쿠데타를 통해 압달라 할릴(Abdallah Khalil) 정권을 전복하면서 집권했다. 1958년 11월 18일부터 1964년 11월 16일까지 수단의 대통령을 역임했고 1958년 11월 18일부터 1964년 10월 30일까지 수단의 총리를 역임했다.
아부드는 영국에서 수년을 생활했으나 1983년 9월 8일 82세의 나이로 하르툼에서 사망했다.